# محمد المقراني
الشيخ محمد المقراني ، هو أحد قادة الثورات الشعبية في منطقة القبائل التي شهدتها الجزائر في القرن التاسع عشر الميلادي بعد الغزو الفرنسي للجزائر عام 1830. محمد المقراني هو ابن أحمد المقراني أحد حكام (قائد) منطقة مجانة (الهضاب العليا). وبعد وفاة الأب عيّن مكانه أبنه محمد المقراني لكن بلقب منحته إياه السلطات الفرنسية والذي كان «باشا آغا» وامتيازاته أقل من امتيازات أبيه.

## أصول محمد المقراني
ينحدر من زعماء سلطنة بني عباس الجزائرية (القرن السادس عشر-التاسع عشر)، من آخر سلطان حفصي في بجاية، أبو العباس عبد العزيز.
يأتي لقب مقراني من الكلمة القبايلية أمقران («كبير»، «زعيم»)، أصبح لقب السلالة الحاكمة من أحمد أمقران، زعيم بني عباس من 1556 إلى 1596.
والد محمد هو أحمد المقراني (توفي في عام 1853)، زعيم بني عباس من 1831 إلى 1853.
ابن أخ المقراني عبد الله بن بوزيد (توفي في 1830)، أحمد مقراني في منافسة مع قريب بعيد، عبد السلام (توفي في 1847)، خليفة عبد الله، الذي شغل العرش في 1830-1831. ثم تحالف أحمد مقراني مع باي قسنطينة، أحمد باي، ونجح في هزيمة صف عبد السلام، الذي تم أسره. هرب عبد السلام في وقت الاستيلاء على قسنطينة من قبل الفرنسيين في عام 1837، واستعاد السيطرة على سهل مجانة، في حين لا يزال أحمد في معقل البيبان، بقلعة بني عباس.

## تاريخ
في مارس عام 1871م قدّم استقالته المرة الثالثة للسلطات الفرنسية وفي نفس السنة ثار على الاحتلال الفرنسي وقاد مقاومة الشيخ المقراني فقد زحف بجيشه إلى مدينة برج بو عريريج في 5 مايو 1871م الموافق لـ 15 صفر 1288هـ وحاصر المدينة وقطع عنها الامدادات.
```
إستشهد محمد المقراني إثر إصابته برصاص جيش الاحتلال. وهو الآن مدفون في بني عباس جنوب ولاية 
بجاية
.
```

و في رواية أخرى قيل بأنه قتل على يد خادمه عندما كان يصلي تنفيذا لرغبة المستعمر الفرنسي والله أعلم.
وكان أخوه احمد بومزراق وجماعته من المخلصين الذين فضلوا الموت على حياة الذل والهوان قد واصلوا المقاومة حتى النهاية حيث أوقفته السلطات الاستعمارية في 20 يناير (كانون الثاني) 1872م بالقرب من قصر الرويسات شمال شرقي ورقلة بالمنطقة الجنوبية. " وبإلقاء القبض عليه انتهت شعلة الثورة إلى حين. تلك الثورة التي دامت سنة تقريبا، والتي زعزعت أركان الإستعمار الفرنسي في أرض الجزائر. خلّفت هذه الثورة قرابة 100.000 قتيل جزائري وكما أدّت إلى مصادرة الأراضي وتوزيعها على المستوطونين الأروبيين. نفي الآلاف من الجزائريين الضالعين في الثورة إلى كاليدونيا الجديدة، كما تمت مطاردة عائلة المقراني إلى الجنوب بحيث أخذوا ابنه الشريف إلى أحد اقربائه ببوسعادة والذي كان شيخ زاوية الهامل حيث ترعرع ومات هناك ودفن بمقبرة الهامل وكان له ولدان هما بلقاسم وسعيد أما البنات ف فاطمة وزينب ومنه تمكن من بقي منهم وعددهم حوالي 150 شخصا من التسلل للجنوب التونسي عبر توقرت فواد سوف فالجريد التونسي ثم استقروا هناك وخاصة بمدينة قفصة حيث ما زال بعض أفرادها إلى يومنا هذا. وإثر هذه الأحداث الدامية وإصدار قانون الأهالي عام 1881م، ازدادت هجرة الجزائريين إلى خارج الوطن خاصّة إلى سوريا.